# Lago Barlee
El lago Barlee (del inglés: 'Barlee Lake') es un gran lago salado intermitente y endorreico de Australia, localizado en la parte central del estado de Australia Occidental, a unos 150 km al este de Paynes Find  y al oeste de Leonora, en la frontera entre los condados de Sandstone y Menzies. El lago Barlee tiene más de 100 km de longitud, de oeste a este, y cerca de 80 km de anchura, de norte a sur.
El lago Barlee suele estar seco. Se llena una vez cada diez años, después de lo cual el agua se mantiene durante un poco menos de un año. Cuando el lago Barlee retiene agua, es el hogar más importante para la Cladorhynchus leucocephalus, un ave zancuda de cabeza blanca.

## Historia
El lago Barlee fue descubierto por John Forrest en 1869. El grupo de Forrest, que estaba buscando a Ludwig Leichhardt, el explorador perdido hacía mucho tiempo, se vio atascado al intentar cruzar el lago salado el 19 de marzo. Después de sacar los caballos de la ciénaga, bordearon el lago durante casi una semana. El 25 de marzo, Forrest se subió a una colina en el área y vio la gran extensión del lago y lo nombró en reconocimiento de Frederick Barlee, el entonces secretario colonial de Australia Occidental.